# Mölnlycke
Mölnlycke – miejscowość (tätort) w Szwecji, w regionie administracyjnym (län) Västra Götaland, w gminie Härryda.
Według danych Szwedzkiego Urzędu Statystycznego liczba ludności wyniosła: 17 579 (31 grudnia 2015), 18 320 (31 grudnia 2018) i 18 339 (31 grudnia 2019).